# Kayrakaltı, Soma
Kayrakaltı là một xã thuộc huyện Soma, tỉnh Manisa, Thổ Nhĩ Kỳ. Dân số thời điểm năm 2011 là 307 người.